# Обред
Обредът е установен в дадена общност (често религиозна) ред от действия със символично значение.
Обредите представляват съвкупност от стереотипни, традиционни действия, лишени от непосредствена практическа целесъобразност, но служещи като символ на определени социални отношения, форма на нагледното им изразяване и закрепване.
Най-общо се различават следните групи обреди:
- лични обреди – свързани с лични вярвания и преданост (обети, клетви, поклонничество и др.);
- обреди на прехода – при важно за човек събитие (раждане, осиновяване, сватба, смърт);
- общностни обреди – спазвани съвместно в общността (местни, народни[4], религиозни[5] и др.)

Терминът „ритуал“ се отнася за определена установена поредност от обреди. Използва се както за религиозни, така и за официални и други обществени събития.